# Muralla de Offa
La muralla de Offa (en galés: Clawdd Offa, en irlandés: Clawdd Offa) es una antigua construcción defensiva de la isla de Gran Bretaña, erigida por el rey Offa de Mercia en torno al año 777, similar a las anteriores murallas romanas existentes en el norte de la isla, la muralla de Adriano y la muralla de Antonino Pío y muro de Wat, cuyo trazado es paralelo a la muralla de Offa.
De unos 240 km de longitud, estaba construida en adobe, extendiéndose a lo largo de toda la frontera con Gales y Cornualles, excepto en las zonas en las que la densidad de los bosques los hacían prácticamente impenetrables. Tenía como finalidad la defensa de las tierras anglosajonas frente a las poblaciones celtas del otro lado de la muralla, tanto galeses como córnicos.

## Galería

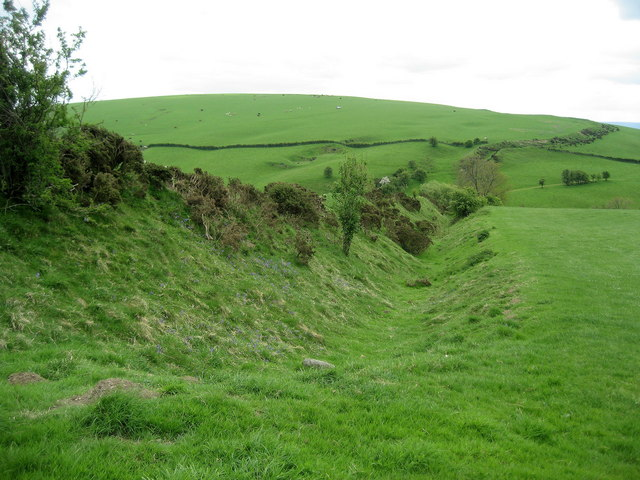
La muralla de Offa cerca de Clun
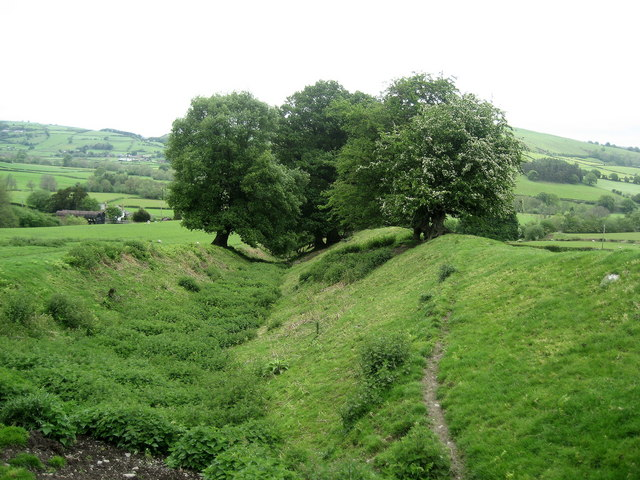
La muralla de Offa cerca de Presteigne, Powys